# Cinco Budas da Meditação

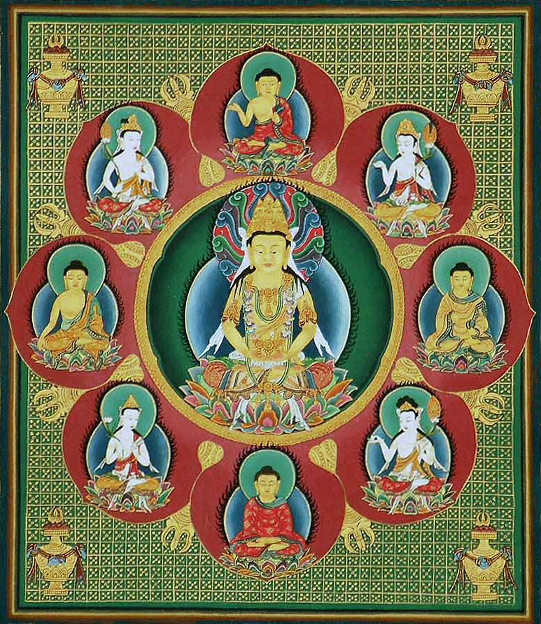
Vairochana, ao centro; Akshobya, a leste; Amitaba, a oeste; Ratnasambava, ao sul e Amogasidi, ao norte

Os Cinco Budas da Meditação (do sânscrito ध्यानि , transl. Dhyani, "concentração") são os budas principais de cada uma das cinco famílias do budismo, majoritariamente no vajrayana e tantrayana. 
Os Cinco Budas são:
- Vairochana , da família Buda;

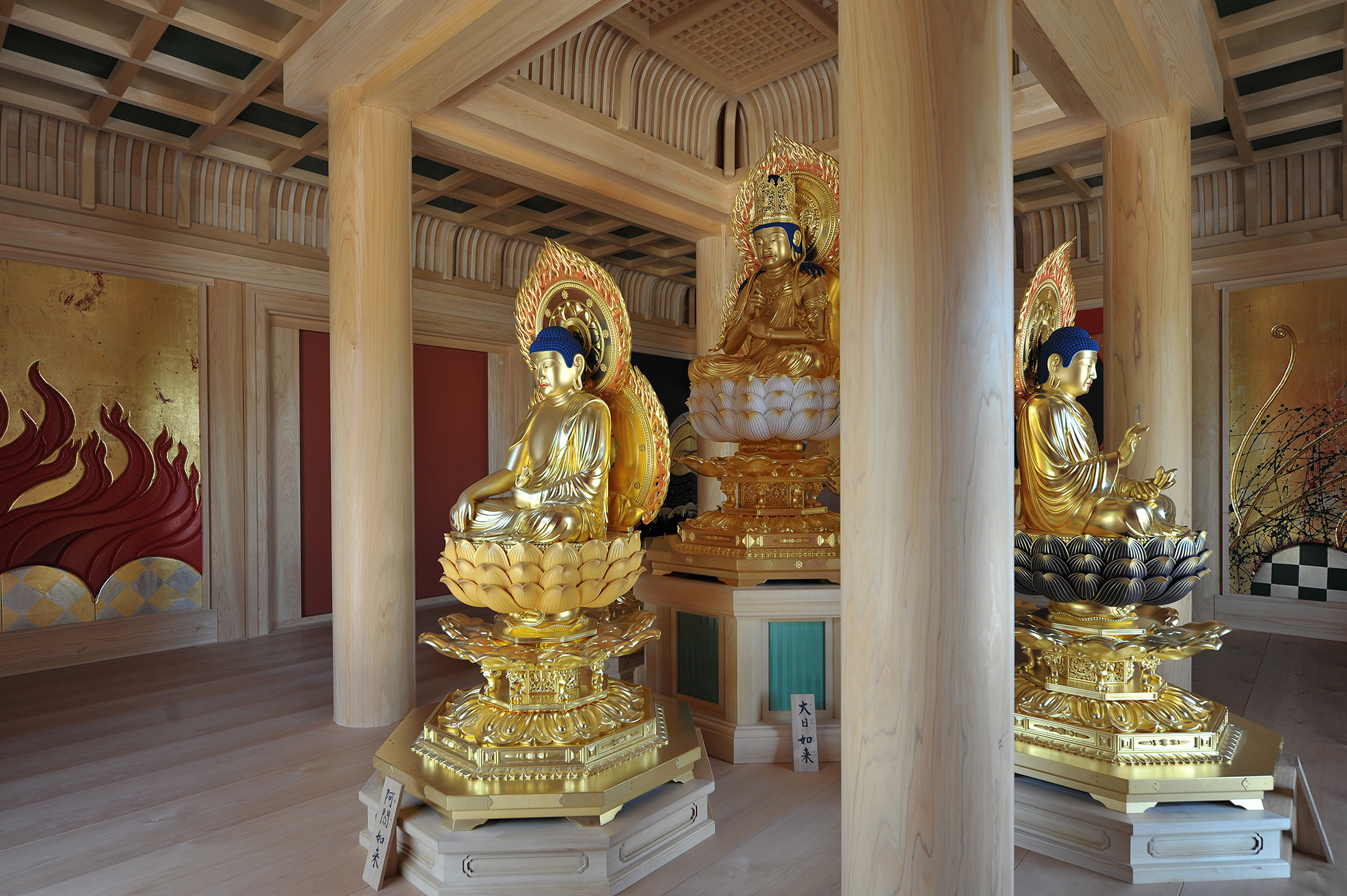
Renge-in Tanjō-ji

- Ratnasambhava, da família Ratna (Preciosa);
- Amitaba, da família Pema (Lótus);
- Akshobya, da família Vajra (Diamantina);
- Amogasidi, da família Karma.

A cada família, é associada uma cor, um animal, um dos cinco elementos e uma direção. Cada buda possui uma consorte, um tipo de sabedoria e está associado a um dos agregados que compõem nosso mundo visível. A seguir, apresentamos um quadro que sintetiza essas associações; contudo, há variações nesses atributos. Por exemplo, há quem considere a consorte de Amitaba como Tara ou Pandaravasini e não como Mamaki. 
Portanto, o quadro representa apenas uma possibilidade entre muitas que se encontram nas diferentes escolas do budismo. O mesmo ocorre com os nomes dos budas, em particular Akshobya, que é, muitas vezes, denominado Vajrasatva. Para alguns, trata-se do mesmo buda; para outros, não. Às vezes, um mesmo nome ocorre tanto para um buda como para um bodisatva ou vidyaraja, como Acalanatha A finalidade desse quadro sinótico é dar uma visão possível dessas relações.
| Relação\Buda  | Vairochana           | Ratnasambhava     | Amitaba        | Akshobya      | Amogasidi   |
| ------------- | -------------------- | ----------------- | -------------- | ------------- | ----------- |
| Nome Japonês  | Dainichi             | Hosho             | Amida          | Ashuku        | Fukujyoju   |
| Nome Tibetano | Jangsem Kuntzuzangpo | Rin Chen Jung Den | Od Pagme       | Mi Kyu Pa     | Donyo Drupa |
| Família       | Buda                 | Ratna/Preciosa    | Pema/Lótus     | Vajra         | Carma       |
| Consorte      | Dhatvisvari          | Locana            | Mamaki         | Pandaravasini | Tara        |
| Agregado      | Forma material       | Sentimento        | Percepção      | Consciência   | Vontade     |
| Sabedoria     | Absoluta             | Equânime          | Discriminativa | Reflexiva     | Plena       |
| Direção       | Centro               | Sul               | Oeste          | Leste         | Norte       |
| Cor           | Branco               | Amarelo           | Vermelho       | Azul          | Verde       |
| Símbolo       | Roda                 | Joia              | Lótus          | Vajra         | Vajra Duplo |
| Elemento      | Espaço               | Terra             | Fogo           | Água          | Ar          |
| Propriedade   | Espaço               | Coesão            | Dureza         | Calor         | Movimento   |
| Animal        | Dragão               | Leão              | Pavão          | Elefante      | Águia       |